# 楊長智
楊長智（英語：Jonas Young，1974年—），出生於美國，其妻是歌手關心妍，他畢業後，便回港經營生意，包括不少金融投資為主，名為灝天環球投資有限公司，之後開拓更多娛樂公司。
因此和更多圈中人物非常熟悉，包括陸恭和（陸恭蕙、陸恭正、陸孝佩親戚）、許志安等名人，他於2009年10月24日與香港歌手的關心妍在印尼峇里舉行婚禮。另外，他也是一位基督教徒。

## 參看
- 灝天黃大仙